# Ardisia verapazensis
Ardisia verapazensis är en viveväxtart. Ardisia verapazensis ingår i släktet Ardisia och familjen viveväxter.

## Underarter
Arten delas in i följande underarter:
- A. v. cucullata
- A. v. verapazensis